# Antoine Cerclet
Antoine Louis Cerclet, né le 14 décembre 1797 à Saint-Pétersbourg et mort à Sèvres le 23 août 1849, était un avocat libéral, secrétaire à la chambre des députés sous la monarchie de Juillet.

## Biographie
Fils d’un médecin établi en Russie durant la révolution, né à Saint-Pétersbourg en 1797, très tôt orphelin de père, Cerclet rejoint la France avec sa mère à la Restauration et y passe son baccalauréat, avant de suivre des études en Suisse, à Genève où, selon certaines sources, il se lie avec le révolutionnaire Philippe Buonarroti. 
Après s’être essayé dans des travaux de traduction, notamment d’ouvrages de droit, il devient avocat à Paris et se rapproche des milieux libéraux. C’est à cette époque qu’il rencontre Caroline Massin puis Auguste Comte, relations qui feront plus pour sa postérité que ses travaux littéraires ou sa proximité avec des personnalités célèbres, ainsi outre divers saint-simoniens dont principalement le père Enfantin, on relève parmi ses amis Balzac, Stendhal, Delécluze, Mérimée.
Selon Henri Gouhier, qui s’inspire de la seule « addition secrète » jointe par Comte à son testament, le prospère avocat aurait acheté la virginité de la jeune femme à sa mère avant de l'établir en lui payant un cabinet de lecture. Quand le philosophe épouse Caroline en 1825, Cerclet, curieusement – compte tenu des anciennes relations qu'il aurait donc eu avec la mariée – est un de ses témoins à la cérémonie.
Adepte du saint-simonisme, rédacteur général du journal Le Producteur en 1825 puis 1826, Cerclet fait preuve ensuite d'une plus grande modération politique avec l’avènement d'une monarchie de juillet qu'il soutient activement. 
Le régime lui en sait gré puisqu’il est nommé en 1834, avec l'appui de Dupin qui en est le président, secrétaire-rédacteur de la chambre des députés. Cette fonction lui permet, outre de profiter d’une pension, de résider au Palais Bourbon dans un confortable appartement de fonction. Il publie alors avec son collègue Denis Lagarde un « Annuaire parlementaire et  Recueil de documens relatifs aux deux Chambres » qui ne sera pas renouvelé après une première édition. 
En 1835, rédacteur et gérant du National quand le journal est dirigé par Armand Carrel, il dénonce un complot politique, dit « complot de Neuilly » préparé contre le roi par des républicains et dont il a eu connaissance par un de ses proches. 
Plus tard, journaliste occasionnel dans le très sage « Journal des Débats », marguillier de Sainte-Valère dans la paroisse du Palais-Bourbon, Antoine Cerclet, devient en 1846 maître des requêtes au Conseil d'État, avant son précoce décès, à 52 ans, le 23 août 1849.
Par ses liens avec la Russie, Antoine Cerclet était le grand-oncle maternel du théologien protestant Franz Overbeck qui, de 1879 à 1888, entretint une active correspondance avec Nietzsche.